# Chiesa di Sant'Apollinare (Rovigo)
La chiesa di Sant'Apollinare, nota anche come basilica minore di Sant'Apollinare Vescovo e Martire, è la parrocchiale di Sant'Apollinare, frazione di Rovigo, in provincia di Rovigo e diocesi di Adria-Rovigo; fa parte del vicariato di Rovigo.

## Storia

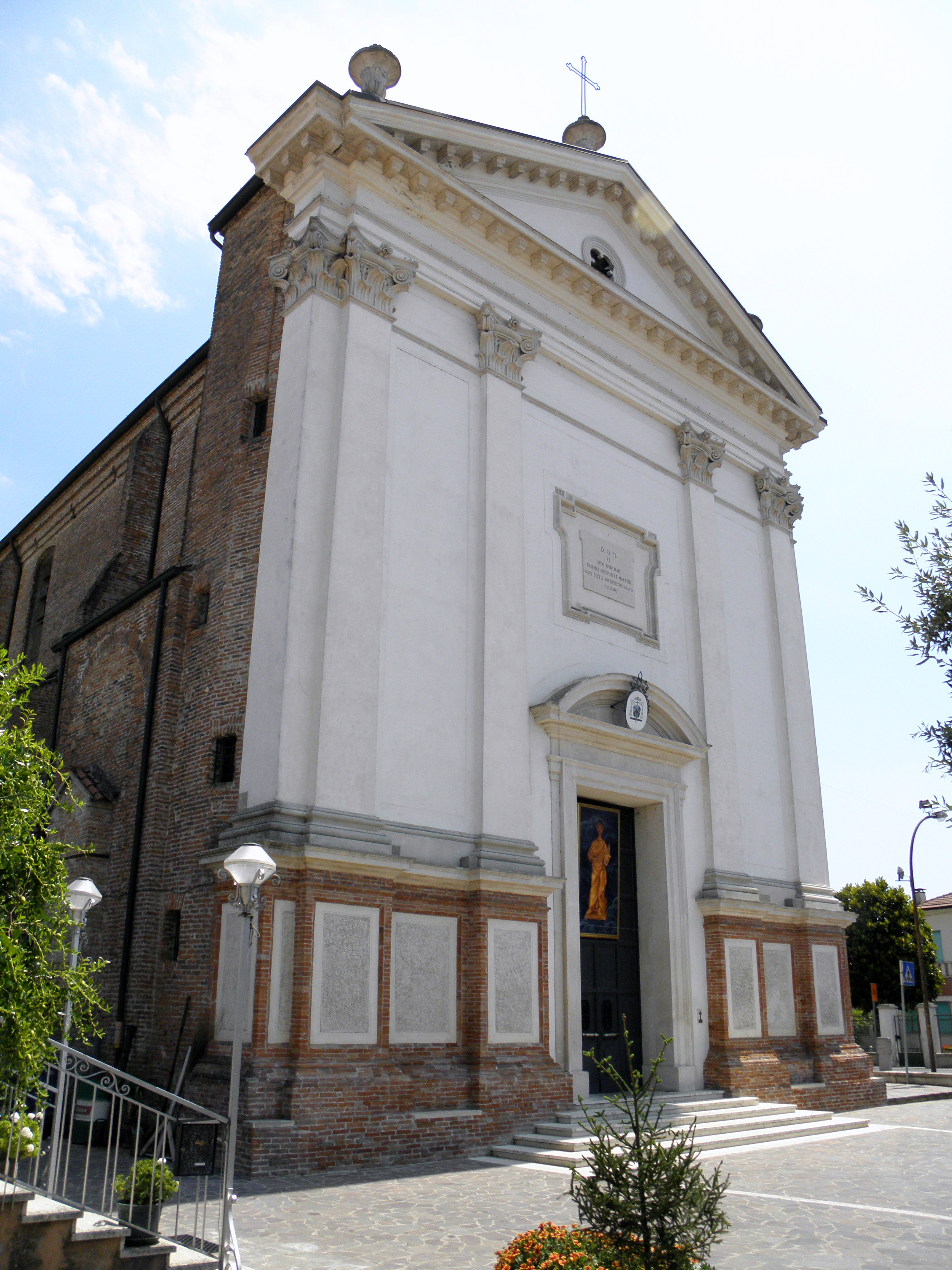
La facciata

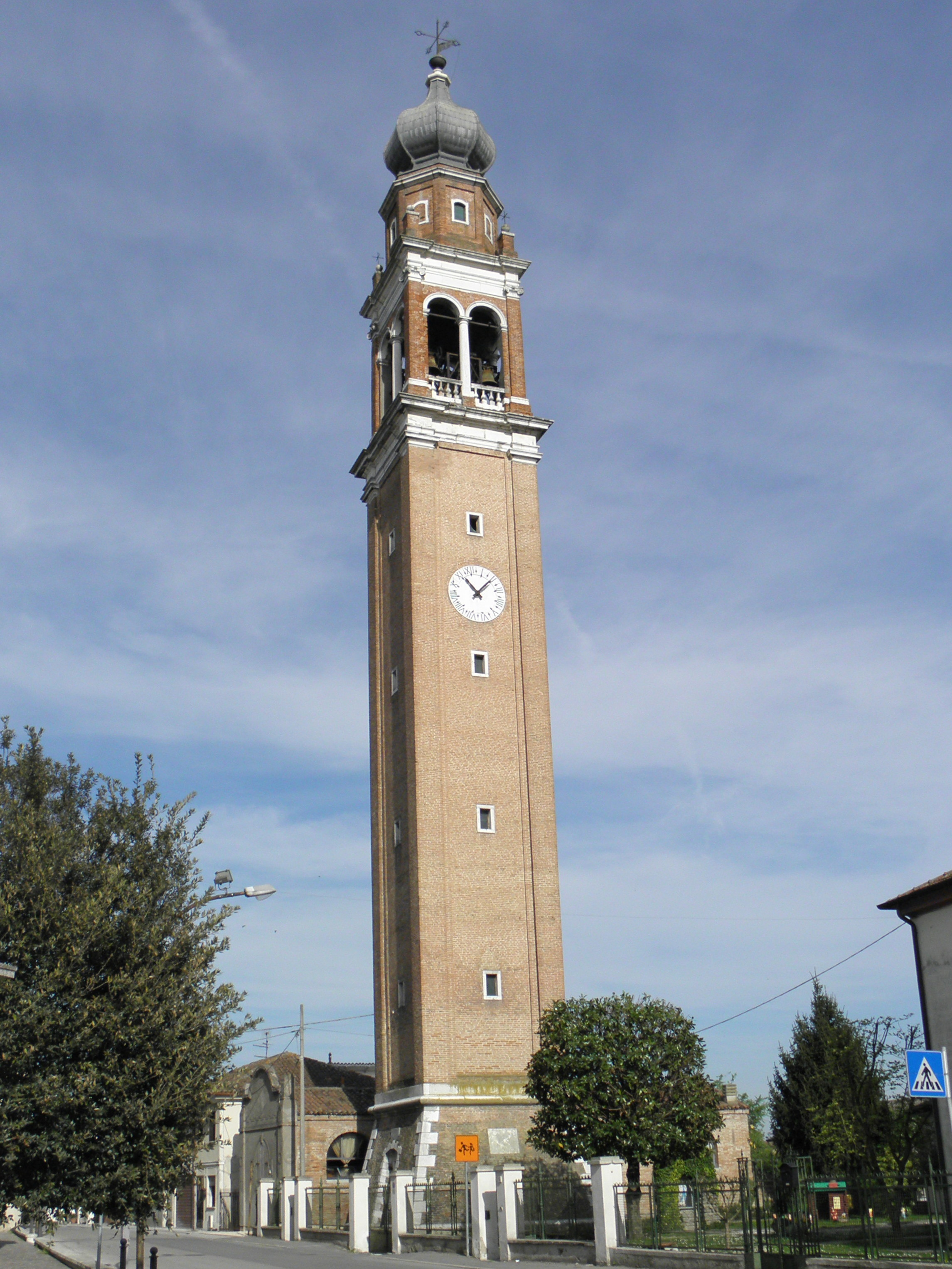
La torre campanaria

Si sa che papa Giovanni XIII confermò nell'anno 972 la giurisdizione dell'arcidiocesi di Ravenna sulla pieve di Sant'Apollinare, come fece pure papa Gregorio IX nel 1228.
Dalla relazione della visita pastorale del vicario Antonio de Gottis si apprende che la pieve versava in pessime condizioni e, così, l'arciprete Francesco Pilon la fece ricostruire verso il 1517, anno in cui terminarono i lavori.
L'attuale parrocchiale è frutto di un rifacimento condotto nella prima metà del XVIII secolo; la consacrazione venne impartita dall'arcivescovo di Ravenna Maffeo Nicolò Farsetti.
Nel 1767 fu ultimata la facciata e nel 1771 posta la prima pietra del campanile, voluto da don Antonio Astolfi; la torre venne completata nel 1779.
Nel 1818 la chiesa passò dall'arcidiocesi di Ravenna alla diocesi di Adria.

## Descrizione

### Esterno
La facciata della chiesa, che è in stile neoclassico, è tripartita da quattro lesene poggianti su basamenti in mattoni faccia a vista e caratterizzate da capitelli corinzi sopra le quali vi è una cornice modanata; al culmine della facciata vi è il timpano triangolare dentato, ai cui angoli e al cui colmo ci sono dei pinnacoli.

### Interno
L'interno è ad un'unica navata con volta a botte e sei cappelle laterali dedicate al Crocifisso, a sant'Antonio, alla Madonna, a san Giuseppe, al Sacro Cuore e a san Bellino; le pareti sono scandite da lesene e da una transazione spezzata aggettante. Al termine dell'aula si trova il presbiterio rialzato di tre gradini e caratterizzato da volta a crociera, a sua volta chiuso dall'abside semicircolare, che presenta cinque cesene corinzie e una semicupola a vele.